# Monster Beverage

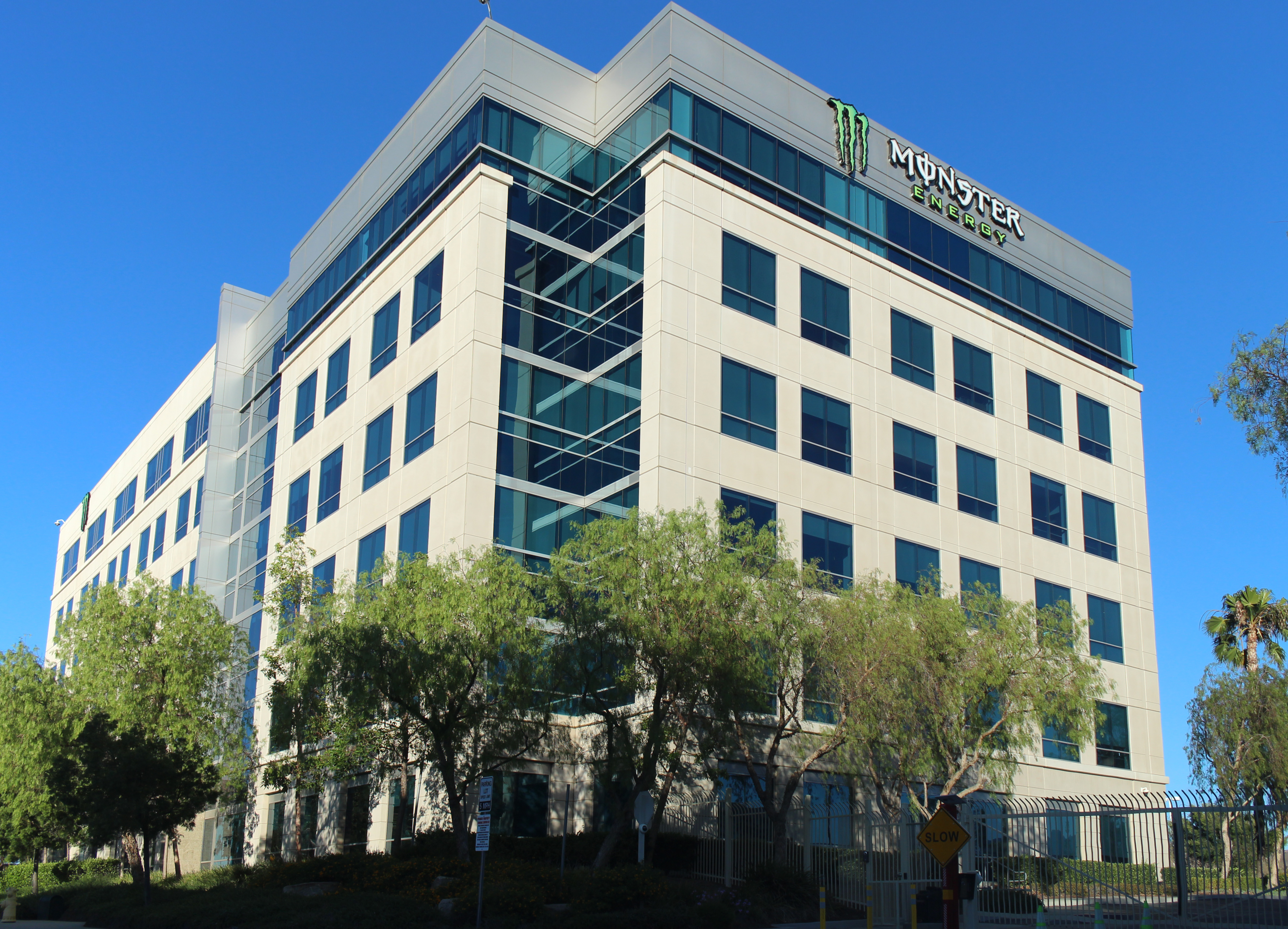

Monster Beverage Corporation (precedentemente nota come "Hansen Natural Company") è un'azienda statunitense produttrice di bevande energetiche tra cui la Monster Energy, Relentless e Burn. È quotata al Nasdaq e fa parte dell'indice S&P 500.
A partire da maggio 2012, Monster deteneva quasi il 35% del mercato statunitense di bevande energetiche, che in totale ha un giro d'affari di circa 31,9 miliardi di dollari.

## Storia
Hansen's è stata fondata nel 1935. Negli anni '30, Hubert Hansen e i suoi tre figli iniziarono a vendere succhi di frutta a studi cinematografici e rivenditori nel sud della California sotto il nome di Hansen.
L'azienda divenne Hansen's Juices e successivamente The Fresh Juice Company of California. Lo stabilimento aperto a Los Angeles nel 1946 fu utilizzato fino a quando le operazioni non furono trasferite in un nuovo stabilimento ad Azusa, in California, nel 1993.
Il 5 gennaio 2012, dopo che le bevande energetiche erano diventate la principale fonte di entrate, gli azionisti hanno deciso di cambiare il nome della società da Hansen's Natural a Monster Beverage Corporation.
La Coca-Cola Company ha acquistato una quota del 16,7% per 2,15 miliardi di dollari in Monster Beverage Corp nel 2015. 
Nel gennaio 2022, la società ha acquisito CANarchy Craft Brewery Collective per 330 milioni di dollari. Nel febbraio 2022, è stato riferito che Monster e Constellation Brands stavano prendendo in considerazione una fusione che avrebbe una capitalizzazione di mercato combinata superiore a 90 miliardi di dollari. Nel giugno 2023, Monster ha raggiunto un accordo per acquisire Vital Pharmaceuticals, proprietaria di Bang Energy.